# 谢梅诺夫卡农村居民点
谢梅诺夫卡农村居民点（俄语：Семёновское сельское поселение）是俄罗斯联邦沃罗涅日州上哈瓦区所属的一个农村居民点。其下辖有4个居民点，行政中心为谢梅诺夫卡。据2016年统计，该农村居民点的人口为456人。